# Базој сир Мез
Базој сир Мез (фр. Bazoilles-sur-Meuse) насеље је и општина у североисточној Француској у региону Лорена, у департману Вогези која припада префектури Нефшато.
По подацима из 2011. године у општини је живело 597 становника, а густина насељености је износила 28,09 становника/km². Општина се простире на површини од 21,25 km². Налази се на средњој надморској висини од | метара (максималној 408 m, а минималној 284 m).

## Демографија
| 1962. | 1968. | 1975. | 1982. | 1990. | 1999. | 2011. |
| ----- | ----- | ----- | ----- | ----- | ----- | ----- |
| 450   | 506   | 534   | 656   | 649   | 631   | 597   |

График промене броја становника у току последњих година